# Iotyrris marquesensis
Iotyrris marquesensis is een slakkensoort uit de familie van de Turridae. De wetenschappelijke naam van de soort werd voor het eerst geldig gepubliceerd in 2002 door Sysoev.